# Hymenophyllum bougainvillense
Hymenophyllum bougainvillense är en hinnbräkenväxtart som beskrevs av James Walter Grimes. Hymenophyllum bougainvillense ingår i släktet Hymenophyllum och familjen Hymenophyllaceae. Inga underarter finns listade.